# Automoteurs

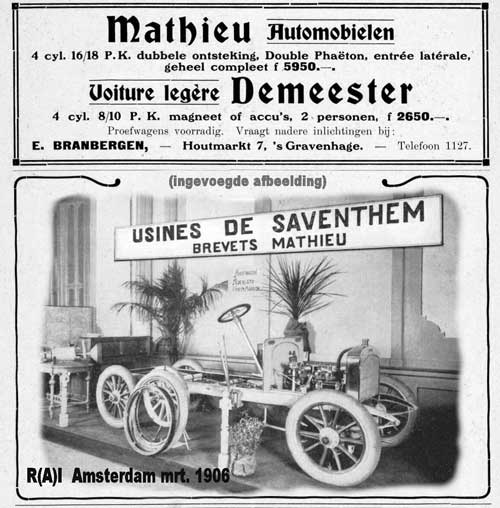
Advertentie uit 1906 van Mathieu

Automoteurs is een historisch Belgisch merk van motorfietsen.
Bedrijfsnaam: Ets. de Construction d'Automoteurs Eugène Mathieu, Leuven (1902-1906).
Eugène Mathieu was hoofdingenieur geweest bij het merk Delin, dat in 1902 de poorten sloot en de boedel aan hem verkocht. Hij ging in dezelfde fabriek motorfietsen produceren onder de naam "Automoteurs". Daarnaast werden onder de naam Mathieu ook auto's gemaakt.
Wanneer de productie van deze motorfietsen werd beëindigd, is niet bekend. Wel verhuisde het bedrijf in 1903 naar Zaventem. In 1906 fuseerde het met het automerk Belgica. Het merk Excelsior heeft deze fabriek in Zaventem in 1909 overgenomen.